# 台灣國際團結法案
《台灣國際團結法案》（英語：Taiwan International Solidarity Act）是一部2023年開始立法程序的美國法案，旨在《台北法》增修聯合國大會第2758號決議不涉及臺灣主權的條文。

## 背景
法案主要為現有《台北法》（TAIPEI Act）的修訂案，內容主張「1971年的聯合國第2758號決議無涉台灣」——自第2758號決議承認中華人民共和國是中國在聯合國的「唯一代表」、時任蔣介石政府的代表遭驅逐之後，中國在國際上便時時引述第2758號決議，將之做為「一中原則」的佐證，來阻擋台灣加入任何的國際組織。

## 法案內容
該修正案於在台北法新修以下兩段落：
(10) United Nations General Assembly Resolution 2758 (XXVI) established the representatives of the Government of the People’s Republic of China as the only lawful representatives of China to the United Nations. The resolution did not address the issue of representation of Taiwan and its people in the United Nations or any related organizations, nor did the resolution take a position on the relationship between the People's Republic of China and Taiwan or include any statement pertaining to Taiwan’s sovereignty.
聯合國大會第2758號決議內容為決議中華人民共和國為聯合國唯一的中國合法代表。該決議並未處理台灣及其人民在聯合國或任何相關組織的代表權，也並未決議中華人民共和國與台灣的關係，或是對於台灣的主權歸屬做出任何決議。
(11) The United States opposes any initiative that seeks to change Taiwan's status without the consent of the people.
美國反對任何未經台灣人民同意試圖改變台灣現狀的行動。

## 立法過程

#### 第118屆美國國會
2023年2月24日，第118屆美國國會眾議院議員格里·康諾利提出台灣國際團結法案，並送至眾議院外交委員會排審，同年5月16日，外交事務委員會送出法案交付表決，7月25日，眾議院無異議通過法案。
然而該屆參議院在2023年9月28日二讀法案並送至參議院外交委員會後，並未排審或交付表決該法案，導致未能在該屆國會完成立法程序。

##### 第119屆美國國會
2025年3月27日，第119屆美國國會眾議院議員格里·康諾利再次提出台灣國際團結法案，並送至眾議院外交委員會，同年5月5日，眾議院無異議通過該法案。

## 反應
2023年7月，中華民國外交部發言人劉永健代表部長吳釗燮指出，數十年來，中國持續惡意擴大並曲解聯合國大會第2758號決議中僅提及「中國代表權」，藉此用以打壓台灣在各種國際平台的參與、阻止台灣作出貢獻，更用以作為其「虛假的」一個中國原則的國際法基礎，在各種場合謊稱該決議證明北京對台灣的主權。

## 資料來源
1. ↑  
美國通過《台灣國際團結法案》：反制中國扭曲第2758號決議，有什麼影響？ （页面存档备份，存于） 聯合 2023.7.26
2. ↑  
無異議通過台灣國際團結法案 美眾院：聯大2758決議不涉台 （页面存档备份，存于） 2023.7.27 自由時報
3. ↑  Rep. Connolly, Gerald E. [D-VA-11. . www.congress.gov. 2023-07-26  [2025-05-06].
4. ↑  Sen. Van Hollen, Chris [D-MD. . www.congress.gov. 2023-09-28  [2025-05-06].
5. ↑  Rep. Connolly, Gerald E. [D-VA-11. . www.congress.gov. 2025-03-27  [2025-05-06].
6. ↑  歐陽夢萍. . Rti 中央廣播電臺.   [2025-05-06] （中文（臺灣））.
7. ↑  
美眾議院通過台灣團結法案 外交部喊：極具意義 （页面存档备份，存于） 2023.7.26 中時新聞網